# Pachycereus gaumeri
Pachycereus gaumeri ist eine Pflanzenart aus der Gattung Pachycereus in der Familie der Kakteengewächse (Cactaceae). Das Artepitheton gaumeri ehrt den US-amerikanischen Botaniker und Naturforscher George Franklin Gaumer (1850–1929), der die Art entdeckte.

## Beschreibung
Pachycereus gaumeri wächst baumförmig mit langen, schlanken Trieben, ist nicht oder kaum verzweigt und erreicht Wuchshöhen von bis zu 8 Meter. Er bildet einen bis zu 1,5 Meter hohen Stamm aus. Die drei bis vier sehr scharfkantigen Rippen sehen flügelartig aus. Die darauf befindlichen Areolen stehen weit voneinander entfernt. Die etwa zehn Dornen sind grau oder rötlich schwarz und bis zu 5 Zentimeter lang.
Die zylindrischen bis trichterförmigen, grünlich weißen Blüten verströmen einen übelriechenden Duft. Sie öffnen sich in der Nacht und sind 8,5 bis 9,5 Zentimeter lang. Ihr Perikarpell und die Blütenröhre sind mit fleischigen, blattartigen Schuppen, die zurückgebogene Spitzen besitzen, sowie etwas Wolle und einigen Borsten besetzt. Die kugelförmigen Früchte sind hellrot.

## Verbreitung, Systematik und Gefährdung
Pachycereus gaumeri ist in den mexikanischen Bundesstaaten Yucatán, Chiapas und Veracruz verbreitet.
Die Erstbeschreibung erfolgte 1920 durch Nathaniel Lord Britton und Joseph Nelson Rose. Nomenklatorische Synonyme sind Anisocereus gaumeri (Britton & Rose) Backeb. (1942) und Pterocereus gaumeri (Britton & Rose) T.MacDoug. & Miranda (1954). Taxonomische Synonyme sind Cereus yucatanensis Standl. (1930), Pterocereus foetidus T.MacDoug. & Miranda (1954), Anisocereus foetidus (T.MacDoug. & Miranda) W.T.Marshall (1957), Pachycereus foetidus (T.MacDoug. & Miranda) P.V.Heath (1992) und Pterocereus gaumeri subsp. foetidus (T.MacDoug. & Miranda) S.Arias & Terrazas (2009).
Die Art ist nur unzureichend bekannt.
In der Roten Liste gefährdeter Arten der IUCN wird die Art als „Endangered (EN)“, d. h. als stark gefährdet geführt.

## Nachweise

## Weiterführende Literatur
- Martha Méndez, Rafael Durán, Ingrid Olmsted, Ken Oyama: Population Dynamics of Pterocereus gaumeri, a Rare and Endemic Columnar Cactus of Mexico. In: Biotropica. Band 36, Nummer 4, 2004, S. 492–504 (doi:10.1646/1601).